# Edmond Voinot
Pour les articles homonymes, voir Voinot.
Edmond Voinot, né à Alger le 5 février 1859 et mort dans la même ville le 2 avril 1903, est un homme politique français.

## Biographie

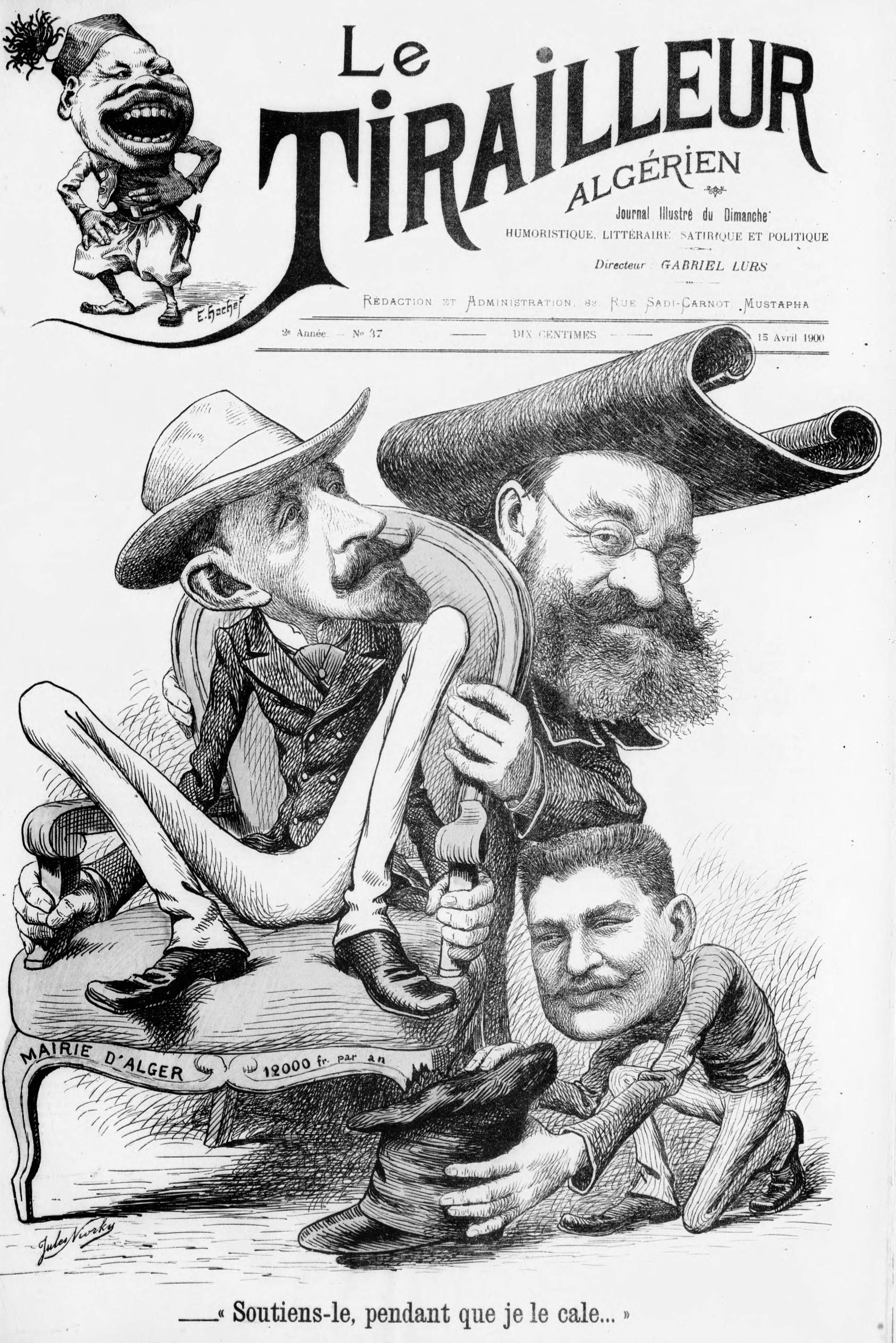
Caricature du Tirailleur algérien ironisant sur le soutien de Drumont et Régis à Voinot avant les élections municipales du 6 mai 1900.

Eugène-Edmond Voinot est le fils de l'architecte Auguste-Eugène Voinot et le frère de Henri-Louis « Jules » Voinot, également architecte. Edmond est quant à lui entrepreneur de travaux publics. Il habite à Alger, au no 3 de la rue Rolland-de-Bussy.
Le 13 novembre 1898, une élection municipale partielle a lieu à Alger, à la suite de la démission de la municipalité sortante. À cette occasion, Edmond Voinot est élu conseiller municipal d'Alger sur la liste d'« Union antijuive » menée par Max Régis. Ce dernier, élu maire le 20 novembre, fait de Voinot son deuxième adjoint et lui délègue la direction du service des travaux communaux et des eaux.
Régis ayant été révoqué dès le 9 janvier 1899, l’intérim est confié au premier adjoint, Louis Salières, jusqu'à la séance du 15 janvier, au cours de laquelle Voinot est élu maire de la ville d'Alger par ses colistiers.
Voinot est suspendu de ses fonctions une première fois le 5 février, en raison des troubles occasionnés par la réception d'Henri Rochefort, puis une seconde fois le 18 mai, pour une durée de trois mois, à la suite d'une querelle de préséance qui a opposé le maire au préfet Charles Lutaud.
Le 9 mai, Voinot est également condamné à vingt jours de prison avec sursis pour contravention à la loi sur les attroupements après des incidents survenus le 23 avril, lors de la venue du député d'Alger Édouard Drumont : au retour d'une visite à Régis, alors emprisonné au fort de Sidi-Ferruch, le cortège municipal avait forcé le barrage de troupes installé à l'entrée d'El Biar pour empêcher toute manifestation devant la villa Olivier, résidence du gouverneur Laferrière. La peine ayant été confirmée en appel, le maire se pourvoit en cassation et obtient finalement sa relaxe en février 1900.
Lors des élections municipales du 6 mai 1900, la liste de Voinot est triomphalement réélue, mais le maire sortant cède son fauteuil à Max Régis, dont il devient le premier adjoint. Il démissionne cependant de ce poste quelques mois plus tard.
Ayant rompu avec Régis, Edmond Voinot se présente même contre lui fin juin 1901, à l'occasion de l'élection cantonale dans le 4e canton d'Alger. Mis en ballotage par son ex-adjoint, Régis est élu au second tour après le désistement de Voinot. Ayant été mis en difficulté dans son « fief » électoral par l'un de ses ancien alliés, Régis démissionne de ses fonctions municipales le 2 juillet.
La scission des antijuifs apparaît encore plus nettement lors des élections municipales partielles de 1902, consécutives à la constatation de fraudes électorales lors du scrutin précédent. Voinot et son ancien collègue, Louis Lionne, présentent alors une liste face à celle qui est patronnée par Régis et menée par le successeur de celui-ci à la mairie, Antonini. Cette dissidence profite à la troisième liste, celle du comité central républicain, menée par Frédéric Altairac, qui passe en entier au premier tour.
Edmond Voinot meurt à Alger dans la nuit du 1er au 2 avril 1903.